# Уимангильо (муниципалитет)
Уиманги́льо (исп. Huimanguillo) — муниципалитет в Мексике, в штате Табаско, с административным центром в одноимённом городе. Численность населения, по данным переписи 2020 года, составила 190 885 человек.

## Общие сведения
Название Huimanguillo происходит от слов языка науатль: Uei-man-co, что можно перевести как: место главного вождя.
Площадь муниципалитета равна 3717,7 км², что составляет 15 % от общей площади штата, а наиболее высоко расположенное поселение Ла-Канделария находится на высоте 591 метр.
На севере граничит с другим муниципалитетом штата Табаско — Карденасом, на востоке с другим штатам Мексики — Чьяпасом, а на юге и западе с Веракрусом.

## Учреждение и состав
Муниципалитет был образован 18 декабря 1883 года, по данным 2020 года в его состав входит 331 населённый пункт, самые крупные из которых:
| Код INEGI                  | Населённый пункт                                                                                  | Численность населения (2005 год) | Численность населения (2010 год) | Численность населения (2020 год) |
| -------------------------- | ------------------------------------------------------------------------------------------------- | -------------------------------- | -------------------------------- | -------------------------------- |
| 008                        | Всего                                                                                             | 163462                           | 179285                           | 190885                           |
| 0001                       | Уимангильо (исп. Huimanguillo) 17°50′07″ с. ш. 93°23′27″ з. д. (административный центр)           | 26402                            | 27344                            | 27182                            |
| 0098                       | Ла-Вента (исп. La Venta) 18°05′56″ с. ш. 94°02′53″ з. д.                                          | 8771                             | 8821                             | 8539                             |
| 0084                       | Рио-Секо-и-Монтанья-2 (исп. Río Seco y Montaña 2da. Sección) 17°58′47″ с. ш. 93°23′25″ з. д.      | 3013                             | 4154                             | 8223                             |
| 0016                       | Чонтальпа (исп. Chontalpa (Estación Chontalpa)) 17°39′52″ с. ш. 93°28′51″ з. д.                   | 5184                             | 7336                             | 7905                             |
| 0107                       | Франсиско-Вилья (исп. C-31 (General Francisco Villa)) 17°58′05″ с. ш. 93°27′15″ з. д.             | 3508                             | 3854                             | 4526                             |
| 0108                       | Франсиско-Трухильо-Гуррия (исп. C-32 (Francisco Trujillo Gurría)) 17°58′01″ с. ш. 93°30′05″ з. д. | 3558                             | 3917                             | 4455                             |
| 0110                       | Эрнесто-Агирре-Колорадо (исп. C-40 (Ernesto Aguirre Colorado)) 17°55′53″ с. ш. 93°30′23″ з. д.    | 3189                             | 3738                             | 4303                             |
| —                          | Прочие                                                                                            | 109837                           | 120121                           | 125752                           |
| Названия на карте Генштаба |                                                                                                   |                                  |                                  |                                  |

## Экономическая деятельность
По статистическим данным 2000 года, работоспособное население занято по секторам экономики в следующих пропорциях:
- сельское хозяйство, животноводство и рыбная ловля — 47,8 %;
- промышленность и строительство — 15,2 %;
- торговля, сферы услуг и туризма — 35,6 %;
- безработные — 1,4 %.

## Инфраструктура
По статистическим данным 2020 года, инфраструктура развита следующим образом:
- электрификация: 98,8 %;
- водоснабжение: 41,4 %;
- водоотведение: 96,9 %.

## Достопримечательности
- Археологическая зона Ла-Вента.

## Фотографии
- Пирамида в археологической зоне Ла-Вента
- Церковь в Вилья-Ла-Венте
- Река Мескалапа